# 山雀科
山雀科（學名：Paridae），是鸟纲雀形目中的一个科。

## 分類

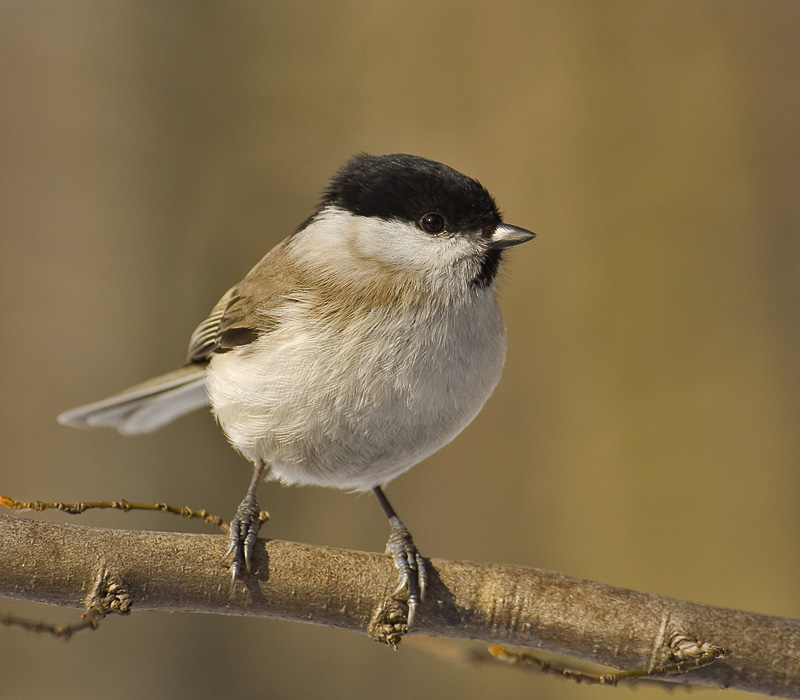
沼泽山雀原屬於山雀屬，後來被分到高山山雀属下

原來該科下的鳥類大部分位於山雀屬下，2013年拆分成多個屬根据世界鸟类学家联合会鸟类名录，山雀科包括以下各属：
- 火冠雀属 Cephalopyrus
- 林雀属 Sylviparus
- 冕雀属 Melanochlora
- 黑冠山雀属 Periparus
- 黄腹山雀属 Pardaliparus
- 冠山雀属 Lophophanes
- 凤头山雀属 Baeolophus
- 杂色山雀属 Sittiparus
- 高山山雀属 Poecile
- 蓝山雀属 Cyanistes
- 地山雀属 Pseudopodoces
- 山雀属 Parus
- 黄山雀属 Machlolophus
- 黑山雀属 Melaniparus